# طرخان باشا البرمدي
طرخان باشا البرمدي هو سياسي عثماني شغل منصب والي في الدولة العثمانية.

## مناصبه
تولى المناصب التالية:
- رئيس الوزراء في ألبانيا (15 مارس 1914–3 سبتمبر 1914)
- رئيس الوزراء في ألبانيا (25 ديسمبر 1918–29 يناير 1920)
- رئيس الوزراء في ألبانيا (7 مارس 1914–3 سبتمبر 1914)
- والي كريت (1894–1895)
- والي كريت (12 مارس 1896–1 مايو 1896)